# Whittemore
Whittemore es una ciudad ubicada en el condado de Iosco en el estado estadounidense de Míchigan. En el Censo de 2010 tenía una población de 384 habitantes y una densidad poblacional de 150,52 personas por km².

## Geografía
Whittemore se encuentra ubicada en las coordenadas 44°14′1″N 83°48′12″O / 44.23361, -83.80333. Según la Oficina del Censo de los Estados Unidos, Whittemore tiene una superficie total de 2.55 km², de la cual 2.55 km² corresponden a tierra firme y (0%) 0 km² es agua.

## Demografía
Según el censo de 2010, había 384 personas residiendo en Whittemore. La densidad de población era de 150,52 hab./km². De los 384 habitantes, Whittemore estaba compuesto por el 94.79% blancos, el 1.3% eran afroamericanos, el 0.52% eran amerindios, el 0% eran asiáticos, el 0% eran isleños del Pacífico, el 1.3% eran de otras razas y el 2.08% pertenecían a dos o más razas. Del total de la población el 3.13% eran hispanos o latinos de cualquier raza.